# キバナシュスラン
キバナシュスラン（黄花繻子蘭、学名：Anoectochilus formosanus Hayata）は、ラン科キバナシュスラン属の地生の多年草。

## 特徴
葉は卵円形、表面は暗緑色で、葉脈に白または黄白色の筋がありカゴメランの葉に似るが、裏面は赤紫色を帯びる。花茎は高さ20 cm くらいになり、総状花序に疎らに数個の花をつける。唇弁は下向き、長さ2 cm 程度、白色。基部で蕊柱と合着し、短い距があり、基部から中ほどにかけての両側に櫛歯状の突起が数本ずつ並び、先端はＹ字状に二裂する。背萼片と側花弁が重なり、兜状になる。花期は秋。高地の広葉樹林の林床に生育する。日本では沖縄島、石垣島、西表島、国外では台湾に分布する。

## 保護上の位置づけ
絶滅危惧IA類 (CR)（環境省レッドリスト）
特定第一種国内希少野生動植物種に指定されて採集は禁止されている。